# Juan Luis Rojas Aguilar
Juan Luis Rojas Aguilar (Taltal, Chile, 16 de mayo de 1948-28 de junio de 2022) fue un profesor normalista, cantautor, folclorista, recopilador y deportista.

## Biografía

### Primeros años
Nacido en la ciudad de Taltal, ubicada en el norte de Chile, fue hijo de Don Ernesto Rojas y Amada Aguilar, es el 5º hijo de un total de 8 hijos.
Sus estudios primarios los realizó en la escuela Nº 1 de Taltal y los secundarios en el Liceo Juan Cortes Monrroy, luego realizó sus estudios superiores en la Ex-Escuela Normal Superior de Antofagasta, donde se titula como Profesor de Estado.
Mientras estudiaba en el Liceo, participa de su propia banda de rock llamada "Los Carabel's Boys", talento que seguirá desarrollando en la Escuela Normal.
De pequeño juega fútbol en el club amateur Unión Marítimo, con el que obtiene varios campeonatos locales.

### Años laborales
Posteriormente realiza su práctica profesional y su primer trabajo como profesor en la Escuela Nº 6 de la Oficina Salitrera Alemania, donde conoce a quien es su esposa la Sra. Verónica Tabilo Fibla, matrimonio del cual nacen 3 hijos, Juan Luis, Lorenzo Ernesto y Verónica Alexandra. Es en la Oficina Salitrera donde aprende todo lo que va a desarrollar a lo largo de su vida personal y profesional.
Posteriormente, luego del cierre de la Oficina Alemania, regresa a Taltal a entregar todo lo que su ciudad natal había entregado por él, es así como ejerce de Profesor de Matemáticas y Música en la escuela Hogar y en la Escuela Industrial, posteriormente ingresaría como profesor titular de la Escuela Hogar, posteriormente postula y gana el cargo de Jefe de la Unidad Técnico Pedagógica, además es Director del Coro de la Escuela con el cual realiza varias giras y conciertos logrando un gran prestigio comunal, regional y nacional, luego ejerce como Jefe Comunal de Educación y posteriormente regresa a la Escuela Hogar como su Director, cargo que ejerce por más de 20 años hasta la actualidad.

### Años como cantautor
En 1992, escribe su primera obra musical "Taltal: Una historia para recordar". En 1995, edita su primer casset "Canto a mi tierra". Luego, en 1996 escribe su segunda obra "Taltal y su gente", y también en ese año edita su segundo casset con poemas de Sofanor Tobar. Además de muchos poemas que recorren la historia y lugares de su ciudad natal, que fue un disco de muy buena aceptación que fue grabado y orquestado en Suecia por su amigo y gran poeta y cantautor nacional Jaime Carrizo Checura.

### Años como concejal
Fue elegido concejal por Taltal, cargo que ejerce por un periodo donde ayudó y apoyó varios proyectos especialmente orientados especialmente a la educación y la cultura.

### Actualidad
Actualmente se encuentra en un proceso de creación de nuevas canciones y trabajando en proyectos nuevos para su escuela, de manera de poder dejar su mejor legado para la tierra que tanto le dio.
- Datos: Q6456036